# 松岡譲
松岡 譲（まつおか ゆずる、1891年9月28日 - 1969年7月22日）は、日本の小説家。旧名は松岡 善譲（ぜんじょう）。

## 概要
新潟県古志郡石坂村大字鷺巣（現長岡市鷺巣町）出身。父親は真宗大谷派松岡山本覚寺の僧侶。旧制長岡中学では、同級生に詩人・フランス文学者となる堀口大學がいた。
本来なら父を継いで僧侶になるべき立場だったが、幼い頃から仏門の腐敗を目の当たりにして育ち、生家に強く反撥した。第一高等学校を経て東京帝国大学文学部哲学科に在学中、夏目漱石の門人となる。久米正雄、山本有三、菊池寛、佐野文夫ら学友と1914年に第3次『新思潮』、1916年に第4次『新思潮』を創刊した。寺院を継ぐことを拒否し、かねてから筆名として用いた譲を戸籍名とした。大学は一年留年。実家との関係からの神経衰弱とも、娼館に入り浸りなのを心配した実家に連れ戻されたためとも言われる。自伝小説である『法城を護る人々』の初期稿には遊女との恋愛をしたという記述がある。
漱石の長女筆子との愛を巡って、親友の久米正雄と離反する（久米の求婚を内諾した筆子が松岡に変心したのを知り、久米に黙ったまま付き合う)。大学卒業の翌年1918年4月に筆子と日比谷大神宮で結婚、精養軒で披露宴を行なう。その結婚式当日に朝日新聞一面に久米を中傷するかのような記事が掲載される。これは松岡が書かせたものだとされている。この記事が逆効果をなして世間は久米に同情、相対的に松岡が悪者になる。義母である夏目鏡子に執筆を禁じられていた松岡は反論の機会を失う。またこの件に関して沈黙する必要のなくなった久米がこの件で負った苦悩を吐露した作品を執筆。特に1922年の『破船』は注目された。この作品発表後に松岡の長女と遊んでいた子どもが「あんな悪い人の子供と遊んではいけない」と目の前で連れ去られ、松岡はそれを久米のせいだと復讐心を燃やす。松岡は長女の件を新聞で語った上で、自身からの視点で筆子との恋愛を描いた『憂鬱な愛人』を執筆。しかし大々的な宣伝にもかかわらず同作品は話題にならなかった。松岡は更に知人に長女だけを預けて久米に会わせるなどをしたという。なお『憂鬱な愛人』では筆子への恋心を描きながらも、後に筆子が愛したのは自分であると知らされたと語るなどこの件に関しての松岡の発言には一貫性がない。
なお久米は早い段階で松岡に話し合いを求める手紙を書いたり電話を掛けたりしたが、松岡が応じることなくそのまま関係は断絶していた。
戦時中は生まれ故郷の新潟に一家で疎開。住宅難の戦後は一家で雨漏りのするお堂に転がり込む日々であった。そこすら追い出された時は妻の筆子が住む場所を求めて奔走。この時期、生活苦から学生時代の友人である芥川龍之介からの手紙を売却。久米正雄とは断絶状態であったが戦後の1946年に和解した。この和解は戦後新潟に来た久米を松岡が訪ねたことで起こる。しかし自身の評伝を書いた関口安義には和解後の久米を揶揄するような手紙を書いており、松岡が久米を心から許したわけでは無かった事が窺える。松岡は漱石山房の再建を熱望したが、他の門下生の協力が得られなかった。久米と再会したときに真っ先にこの件への協力を呼び掛けている。
なお久米と筆子の件は、筆子の母である鏡子が漱石亡きあと家に男手が欲しいために結婚を強制させたと筆子の娘である半藤末利子が著書で語っている。
また、久米と筆子の婚約期間中に久米を中傷する怪文書が夏目家に届く事件が起こった。久米にこの手紙について問い質しにきた鏡子に付き添った松岡がその手紙を預かる。松岡は後にその手紙を書かされたという女性が反省して訪ねてきたので目の前で焼いたと記している。しかし松岡の評伝を書いた関口は保管されていたというこの手紙を読んだと記しており、真相が分からない状態にある。
長谷川巳之吉と共に第一書房を設立。ほぼすべての著書をここから出版した。しかし長谷川が突然やるべき事は終わったと第一書房を閉鎖。この為に松岡は戦後の出版ブームに乗りそびれてしまう。
自伝小説『法城を護る人々』はベストセラーとなったとされている。代表作には他に、20世紀初めの敦煌を舞台に「敦煌文書」発見をめぐる『敦煌物語』がある。また漱石の妻夏目鏡子の談話をまとめた『漱石の思ひ出』も文庫などで広く読まれた。結婚後は鏡子により作家活動を数年止められ、漱石の版権管理などをさせられる。その後は漱石鑑定家として知られ、1920年から亡くなるまでに真作500点、贋作2000点近くを鑑定した。
1969年7月22日、脳出血のため新潟県長岡市の自宅で死去。法名は無量寿院釈善譲。

## 家族・近親者

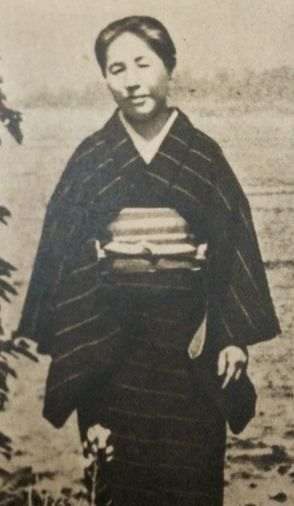
妻・筆子（1949年）

二女の松岡陽子マックレインは比較文学研究者で、オレゴン大学名誉教授。四女の半藤末利子は随筆家で、夫は昭和史研究家の半藤一利。長男は酒乱であったためか情報が隠されている。
- 岳父：夏目漱石（小説家）
- 岳母：夏目鏡子（随筆家）
- 妻:松岡筆子（作家、1899年 - 1989年） 熊本県出身。日本女子大付属高等女学校卒業。本名・筆[9]。
- 義弟：夏目純一（バイオリン奏者）
- 義弟：夏目伸六（随筆家）
- 長女：明子（1919年 - ?）
- 二女：松岡陽子マックレイン（文学者）
- 四女：半藤末利子（随筆家）
- 娘婿：半藤一利（小説家）
- 義甥：夏目房之介（漫画家・評論家）

|          |          |          |          | 夏目鏡子 | 夏目鏡子 | 夏目鏡子 | 夏目鏡子 | 夏目鏡子   | 夏目鏡子   |            |            | 夏目漱石   | 夏目漱石   | 夏目漱石 | 夏目漱石 | 夏目漱石           | 夏目漱石           |                    |                    |                    |                    |  |  |          |          |          |          |          |          |  |  |                      |                      |                      |                      |                      |                      |  |  |
|          |          |          |          | 夏目鏡子 | 夏目鏡子 | 夏目鏡子 | 夏目鏡子 | 夏目鏡子   | 夏目鏡子   |            |            | 夏目漱石   | 夏目漱石   | 夏目漱石 | 夏目漱石 | 夏目漱石           | 夏目漱石           |                    |                    |                    |                    |  |  |          |          |          |          |          |          |  |  |                      |                      |                      |                      |                      |                      |  |  |
|          |          |          |          |          |          |          |          |            |            |            |            |            |            |          |          |                    |                    |                    |                    |                    |                    |  |  |          |          |          |          |          |          |  |  |                      |                      |                      |                      |                      |                      |  |  |
|          |          |          |          |          |          |          |          |            |            |            |            |            |            |          |          |                    |                    |                    |                    |                    |                    |  |  |          |          |          |          |          |          |  |  |                      |                      |                      |                      |                      |                      |  |  |
| 夏目伸六 | 夏目伸六 | 夏目伸六 | 夏目伸六 | 夏目伸六 | 夏目伸六 |          |          | 夏目純一   | 夏目純一   | 夏目純一   | 夏目純一   | 夏目純一   | 夏目純一   |          |          | 筆子（漱石の長女） | 筆子（漱石の長女） | 筆子（漱石の長女） | 筆子（漱石の長女） | 筆子（漱石の長女） | 筆子（漱石の長女） |  |  | 松岡譲   | 松岡譲   | 松岡譲   | 松岡譲   | 松岡譲   | 松岡譲   |  |  |                      |                      |                      |                      |                      |                      |  |  |
| 夏目伸六 | 夏目伸六 | 夏目伸六 | 夏目伸六 | 夏目伸六 | 夏目伸六 |          |          | 夏目純一   | 夏目純一   | 夏目純一   | 夏目純一   | 夏目純一   | 夏目純一   |          |          | 筆子（漱石の長女） | 筆子（漱石の長女） | 筆子（漱石の長女） | 筆子（漱石の長女） | 筆子（漱石の長女） | 筆子（漱石の長女） |  |  | 松岡譲   | 松岡譲   | 松岡譲   | 松岡譲   | 松岡譲   | 松岡譲   |  |  |                      |                      |                      |                      |                      |                      |  |  |
|          |          |          |          |          |          |          |          |            |            |            |            |            |            |          |          |                    |                    |                    |                    |                    |                    |  |  |          |          |          |          |          |          |  |  |                      |                      |                      |                      |                      |                      |  |  |
|          |          |          |          |          |          |          |          |            |            |            |            |            |            |          |          |                    |                    |                    |                    |                    |                    |  |  |          |          |          |          |          |          |  |  |                      |                      |                      |                      |                      |                      |  |  |
|          |          |          |          |          |          |          |          | 夏目房之介 | 夏目房之介 | 夏目房之介 | 夏目房之介 | 夏目房之介 | 夏目房之介 |          |          | 半藤末利子         | 半藤末利子         | 半藤末利子         | 半藤末利子         | 半藤末利子         | 半藤末利子         |  |  | 半藤一利 | 半藤一利 | 半藤一利 | 半藤一利 | 半藤一利 | 半藤一利 |  |  | 松岡陽子マックレイン | 松岡陽子マックレイン | 松岡陽子マックレイン | 松岡陽子マックレイン | 松岡陽子マックレイン | 松岡陽子マックレイン |  |  |
|          |          |          |          |          |          |          |          | 夏目房之介 | 夏目房之介 | 夏目房之介 | 夏目房之介 | 夏目房之介 | 夏目房之介 |          |          | 半藤末利子         | 半藤末利子         | 半藤末利子         | 半藤末利子         | 半藤末利子         | 半藤末利子         |  |  | 半藤一利 | 半藤一利 | 半藤一利 | 半藤一利 | 半藤一利 | 半藤一利 |  |  | 松岡陽子マックレイン | 松岡陽子マックレイン | 松岡陽子マックレイン | 松岡陽子マックレイン | 松岡陽子マックレイン | 松岡陽子マックレイン |  |  |

## 著書
- 九官鳥 （春陽堂 1922年）
- 地獄の門（玄文社出版部 1922年）
- 法城を護る人々（全3巻）、第一書房 1923-26年、法藏館 1981-82年、法蔵館文庫 2024年11月
- 田園の英雄 （第一書房 1928年）
- 日中出現 （第一書房 1929年）
- 憂鬱な愛人 （上・下、第一書房 1928-31年）、復刊ドットコム 2020年
- 宗教戦士 （大雄閣 1932年）
- 文化的野蕃人 （第一書房（ホリデイ叢書）1932年）
- 無限を想ふ （随筆 第一書房 1935年）
- 仏教聖典を語る叢書 第10巻 釈尊の生涯 仏伝と仏伝文学 （大東出版社 1935年、のち新版）
- 敦煌物語 （日下部書店 1943年）、講談社学術文庫 1981年、平凡社 2003年
- 白鸚鵡 （雄鶏社 1947年）- 大衆文芸懇談会賞受賞
- 雪譜物語 （積雪科学館 1953年） (積雪シリーズ)
- 松岡讓三篇 （イー・ディー・アイ（EDI叢書） 2002年）

夏目漱石関連
- 漱石の思ひ出 （夏目鏡子述・松岡筆録 改造社 1928年、岩波書店 新版2016年ほか）- 角川文庫、文春文庫で再刊
- 漱石写真帖（編 第一書房 1929年）
- 漱石先生 （岩波書店、1934年、復刊1986年）
- 漱石 人とその文学 （潮文閣、1942年）
- 漱石の漢詩 （十字屋書店 1947年）、朝日新聞社 1966年
- 夏目漱石―人と作品 （河出書房、1953年）
- 漱石の印税帳 （朝日新聞社 1955年）、文春文庫 2017年
- ああ漱石山房 （朝日新聞社 1967年）

## 伝記
- 関口安義『評伝松岡譲』（小沢書店 1991年）
- 中野信吉『作家・松岡譲への旅』（林道舎 2004年）